# Vår-gyvel
Vårgyvel (Cytisus x praecox) er en løvfældende busk med en fingrenet, overhængende vækstform. Duften er kvalmende og alle dele af busken er giftige. Planten benytter såkaldt kvælstoffiksering i rødderne.

## Beskrivelse
Barken er først grøn og kantet, dernæst stribet i grønt og grågrønt, og til sidst olivengrå og lidt furet. Knopperne er spredte, tilliggende, trekantede og spidse. Bladene er små og lancetformede med hel rand. Over- og undersiden er ensartet græsgrøn. Bladene tabes ofte tidligt på sæsonen, eller de ses slet ikke. 
Blomsterne sidder i små stande fra alle bladhjørner ud langs skuddene. De enkelte blomster er lysegule og har den typiske ærteblomstform og -størrelse. Duften er kvalmende og ubehagelig. Frugterne er bælge, som kaster frøene ud, når de tørrer. Frøene modner godt, men spirer meget spredt (over en 10-årig periode).
Rodnettet består af en dybtgående pælerod og nogle få, tykke hovedrødder tæt under jordoverfladen. Der dannes mange siderødder. Planten har samliv med knoldbakterier, som omdanner luftens kvælstof (N2) til ammonium (NH4+). Herved er busken selvforsynende med kvælstofgødning. 
Højde x bredde og årlig tilvækst: 2 × 2 m (15 × 15 cm/år).

## Hjemsted
Som krydsning har denne plante intet hjemsted, men begge forældre-arterne (Cytisus multiflorus og Cytisus purgans) hører hjemme i Sydvesteuropas og Nordafrikas maki. De tørre, varme forhold på gruset bund er altså fælles krav.
| Portal | Portal:Botanik |